# Chlidones
Chlidones is een geslacht van kevers uit de familie van de boktorren (Cerambycidae). De wetenschappelijke naam van het geslacht werd in 1879 gepubliceerd door Charles Owen Waterhouse.

## Soorten
- Chlidones albostrigatus Fairmaire, 1897
- Chlidones apicalis Fairmaire, 1902
- Chlidones hova (Nonfried, 1895)
- Chlidones insignicollis Fairmaire, 1897
- Chlidones lineolatus Waterhouse, 1879
- Chlidones rufovaria Fairmaire, 1901